# Andrea Bianchi (architetto)
Giovanni Andrea Bianchi, conosciuto in Sudamerica come Andrés Blanqui (Campione d'Italia, 25 novembre 1677 – Córdoba, 25 dicembre 1740), è stato un architetto italiano appartenente all'ordine gesuita.

## Biografia
Studiò architettura ed entrò nella Compagnia di Gesù nel 1716. L'anno seguente venne inviato a Buenos Aires, nel vicereame del Perù, assieme a Giovanni Battista Primoli, altro architetto gesuita che lo affiancherà in diversi lavori.
Fu uno degli architetti più attivi nella Buenos Aires dei primi tre decenni del XVIII secolo. Progettò o collaborò alla progettazione di numerosi edifici sacri, come la chiesa di Sant'Ignazio, la Basilica di Nostra Signora del Pilar, la chiesa di San Pedro Telmo e la basilica di Nostra Signora della Mercede. Oltre all'architettura sacra Bianchi si dedicò anche a quella civile, suo infatti fu il progetto del Cabildo di Buenos Aires. Fu attivo anche a Córdoba, dove progettò la cattedrale della città. Come ultimo incarico diresse la costruzione di missioni gesuitiche in Paraguay.
Morì a Córdoba il giorno di Natale del 1740.